# Leszbónax (rétor)
Leszbónax (Kr. e. 1. század) görög szofista rétor
Mütilénéből származott, Pompeius vagy Augustus kortársa volt. Korában nagy tekintélynek örvendett, Phótiosz, illetve a Szuda-lexikon még 16 beszédét említi, ránk mindössze három, kétséges hitelességű declamatioja maradt, amelyekben Démoszthenész olinthoszi beszédeinek mintájára harcra buzdítja az athénieket Spárta és Thébai ellen a peloponnészoszi háborúban. Feltehetőleg azonos azzal a Leszbónax rétorral, akinek több erotikus levelet is tulajdonítanak (erótukai episztolai).